# NTT西日本名古屋野球クラブ
NTT西日本名古屋野球クラブ（エヌティーティーにしにほんなごややきゅうクラブ）は、愛知県名古屋市に本拠地を置き、日本野球連盟に加盟していた社会人野球のクラブチームである。2002年に解散した。

## 概要
日本電信電話公社の東海電気通信局の硬式野球部『電電東海硬式野球部』として、1949年に創立された。1956年に都市対抗野球に初めて出場し、ベスト8に進出。
1985年、母体の民営化に伴いチーム名を『NTT東海硬式野球部』に改称した。
1986年の日本選手権で初優勝を達成すると、翌1987年の都市対抗野球でベスト4に進出し、1988年の都市対抗野球では過去最高となる準優勝を果たした。
NTTグループの再編に伴い、1999年1月にNTT東日本硬式野球部とNTT西日本硬式野球部が設立され、社内の各野球部はどちらかに統合される事が決まった。このため東海野球部からは5人が西日本野球部に移籍し、30人いた部員は20人まで減少した。しかし廃部にはせず、同年10月より会社の支援のないクラブチームとして活動を続けることになり、チーム名を『NTT西日本名古屋野球クラブ』に改称した。
しかし、母体の経営状況などの理由から2002年の都市対抗予選をもって解散し、選手は以後社業に専念している。

## 沿革
- 1949年 - 『電電東海硬式野球部』として発足
- 1956年 - 都市対抗野球大会に初出場
- 1977年 - 社会人野球日本選手権大会に初出場
- 1985年 - 『NTT東海硬式野球部』に改称
- 1986年 - 社会人野球日本選手権大会で優勝
- 1988年 - 都市対抗野球大会で準優勝
- 1999年 - クラブチームに移行し、『NTT西日本名古屋野球クラブ』に改称
- 2002年 - 解散

## 主要大会の出場歴・最高成績
- 都市対抗野球大会 - 出場19回[4]
- 社会人野球日本選手権大会 - 出場18回、優勝1回（1988年）
- JABA東京スポニチ大会 - 優勝1回（1992年）
- JABA長野県知事旗争奪野球大会 - 優勝2回（1994年、1995年）
- JABA高山市長旗・飛騨市長杯争奪高山大会 - 優勝1回（1997年）
- JABA伊勢・松阪大会 - 優勝2回（1955年、1970年）

## 主な出身プロ野球選手
- 後藤清（投手） - 1967年ドラフト4位で西鉄ライオンズ
- 奥田和男（投手） - 1971年ドラフト2位で中日ドラゴンズに入団
- 浜田知明（投手） - 1982年ドラフト5位で阪神タイガースに入団
- 中西親志（捕手） - 1987年ドラフト5位でヤクルトスワローズに入団
- 岩瀬仁紀（投手） - 1998年ドラフト2位で中日ドラゴンズに入団
- 山崎隆広（外野手） - 統廃合の際にNTT西日本に移籍し、2005年大学生・社会人ドラフト9位で東北楽天ゴールデンイーグルスに入団

## かつて在籍していた選手
- 森昌彦（投手） - 高校野球指導者、アトランタオリンピック野球日本代表
- 橋本哲也（内野手） - その後NTT西日本でコーチ・監督を歴任。その後は中京高校野球部監督も務めた。
- 中村豪（投手・内野手） - 高校野球指導者